# Centennial Light
Centennial Light – żarówka elektryczna o mocy 4 watów, ręcznie dmuchana, w której zastosowano włókno węglowe jako żarnik. Jedna z najdłużej działających na świecie. Znajduje się w siedzibie straży pożarnej na 4550 East Avenue w Livermore, w Kalifornii.
Żarówka została wyprodukowana pod koniec 1890 przez firmę Shelby Electric Company, którą zamknięto w 1914. Była ona zainstalowana w co najmniej czterech miejscach (m.in. w jednym z domów, garażu w centrum Livermore, z którego korzystała straż pożarna i policja, oraz w Ratuszu). Jej długi okres eksploatacji został zauważony w 1972 przez reportera Mike'a Dunstana.
W 1976 w budynku straży pożarnej wybuchł pożar. W obawie przed uszkodzeniem żarówki odcięto od niej dopływ prądu. Akcja przeniesienia żarówki była w pełni zaplanowana, skoordynowana i wykonana przy eskorcie strażaków. Przerwa spowodowana zmianą źródła zasilania trwała 10 minut.
W 1972 została wpisana do Księgi rekordów Guinnessa w kategorii „najdłużej świecąca żarówka”. Zastąpiła wówczas inną żarówkę z Fort Worth w Teksasie. Rekord był ponawiany w kolejnych 16 edycjach Księgi. Przez następne lata (1988–2006) rekord żywotności żarówki nie był odnotowany, aż do kolejnego wpisu w 2007.
W rocznicę 100 lat działania w 2001 na cześć żarówki zorganizowano huczne przyjęcie.
Żarówka od 24 maja 2007 ma własną stronę internetową i jest monitorowana przez całą dobę.